# 박쥐고기

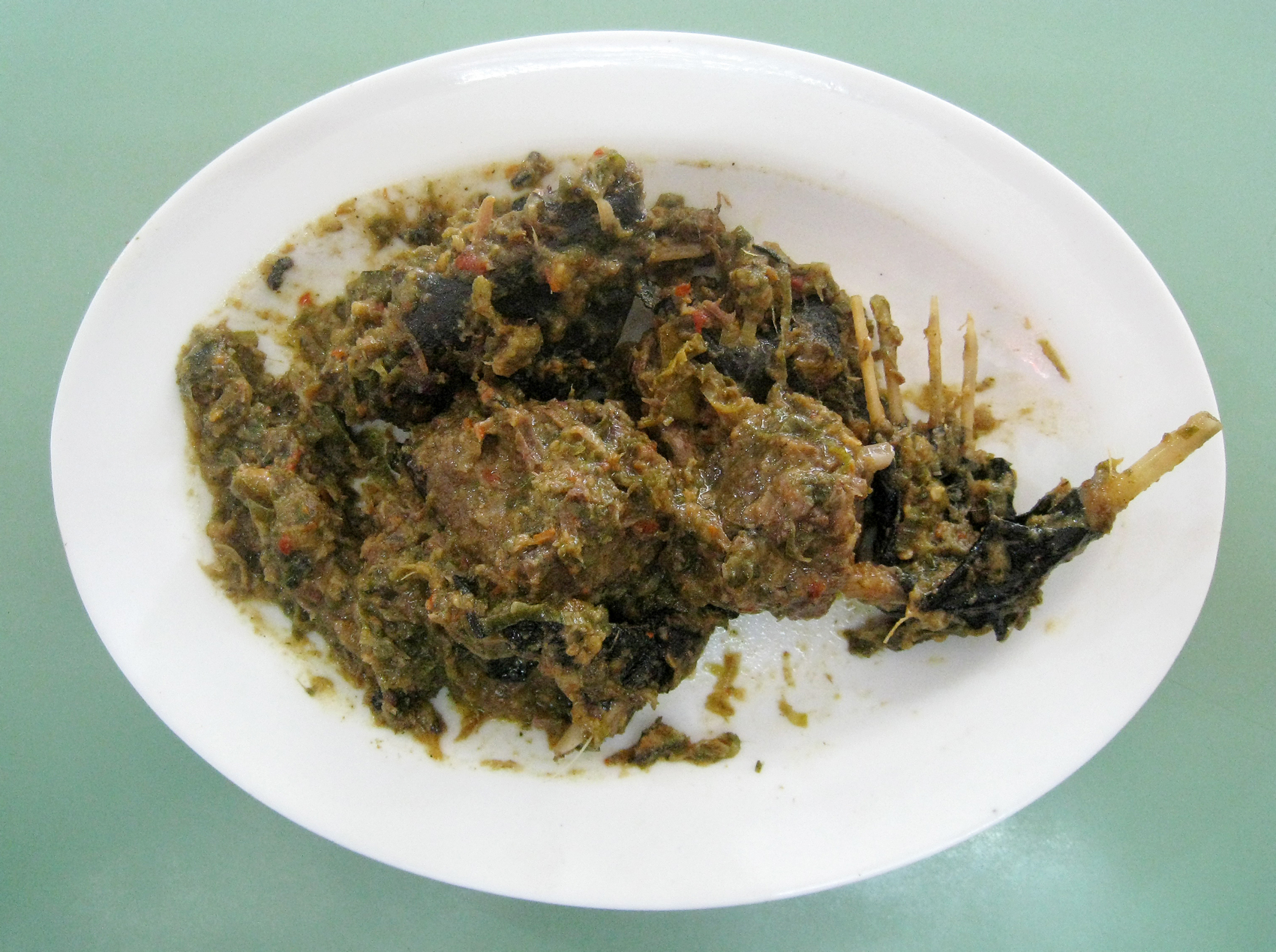
박쥐고기의 모습

박쥐고기는 박쥐의 고기다. 생 박쥐고기를 취급하는 과정은 코로나바이러스감염증-19, 마버그열, 에볼라처럼 박쥐 매개 바이러스 질병에 취약하다.

## 개요
박쥐 고기는 유럽을 비롯하여 여러곳의 국가에서 식용으로 사용되고 있지만, 바이러스 감염 우려에 대한 전문가들의 지적이 있다.

## 아시아
남아시아에서는 음식에 대한 사냥 용 박쥐가 방글라데시에서 부족 집단에 의해, 특히 큰 박쥐 종을 목표로 한다. 박쥐는 인도와 파키스탄에서 사냥하지만, 소비는 드물며 인식되는 의학적 용도가 더 일반적인 박쥐 고기 섭생의 동기가 된다. 동아시아, 특히 중국 남부에서 박쥐는 정기적으로 먹으며 시장에서 자주 볼 수 있다. 국제기구는 2000년대 초에 수백 명의 사람들이 사망 한 SARS 발생 이후 박쥐 사냥과 박쥐 고기 판매를 금지하는 법안을 채택하도록 압력을 가했다. 그리고  중국에서는 공식적으로 금지되어 있지만 박쥐를 먹는 것은 중국 남동부의 광동성에서 아직까지도 이국적인 음식으로 판매되고 있다.

## 에볼라 바이러스와 박쥐고기
메가 박트에 의해서가 에볼라 바이러스의 자연 저장소가 될 수 있다고 추측되었다. 에볼라 감염과 "감염된 동물의 고기 사냥, 도살 및 가공"사이의 연관성으로 인해 일부서 아프리카 국가들은 박쥐 고기 섭생을 금지하거나 2013-2016년 전염병에 대한 경고를 발표했다.

## 박쥐 고기의 바이러스 감염 우려
과일 박쥐를 먹는 것은 또한 용해성-보디 병이라는 신경계 질환과 관련이 있다. 칼라하에 오의 하와이 국립 열대 식물원의 폴 앨런 콕스와 뉴욕의 앨버트 아인슈타인 칼리지의 올리버 삭스는 박쥐가 다량의 소철 씨앗을 섭취하여 독소를 위험한 수준으로 축적하는 것으로 나타났다.
최근에 박쥐는 2019년 12월에 처음 발견된 2019-nCov의 가능한 운반체로 확인되었다.  일부 사람들은 박쥐를 먹으면 기침을 치료하고 혈액 순환을 돕는데 도움이된다고 믿는다.  그리고 박쥐는 스태미나 에너지 부스터로 여겨져서 먹고 있다. 그러나 전문가는 박쥐는 열을 가하여 조리를 하여도 박쥐가 갖고 있는 수많은 바이러스를 모두 죽일수 없기에, 다른 대체 음식을 선택하도록 권장한다.